# León Scasso
León Lorenzo Scasso (Buenos Aires, 11 de abril de 1882 -  Ibidem, 13 de junio de 1954) fue un político y militar argentino quien alcanzó el rango de Almirante. Se desempeñó como Jefe del Estado Mayor General de la Armada, entre 1933 y 1936, Ministro de Marina entre 1938 y 1942, Interventor Federal de la Provincia de Córdoba entre 1943 y 1944, 

## Primeros años y formación
León Lorenzo Scasso había nacido en Buenos Aires, el 11 de abril de 1882. Sus padres fueron Guillermo Scasso y Victoria Borzone.
Cursó sus estudios en la Escuela Naval entre 1896 y 1900.

## Carrera militar
Como marino, se desempeñó en los siguientes puestos: jefe de artillería del crucero acorazado Belgrano; comandante del torpedero Jujuy; director de tiro y jefe de navegación del acorazado Rivadavia; comandante del transporte 1.º de mayo; comandante del torpedero La Plata; primer ayudante de la II División de instrucción. Además, fue jefe de la comisión naval en Europa entre los años 1921 y 1923, y de la flotilla de avisos adquiridos en Alemania (1922). Luego, fue delegado a la Conferencia hidrográfica en Londres en 1922 y agregado naval en el Reino Unido en 1923. Tres años después, fue ascendido a capitán de navío.
Dirigió la escuela para oficiales. Fue delegado a la Conferencia de Desarme en Ginebra en 1932. A su regreso, fue nombrado jefe del Estado mayor general. Durante los años 1936 y 1937, fue nombrado comandante en jefe de la escuadra de mar y jefe de la división de acorazados y representante de la Armada en la coronación del rey Jorge VI del Reino Unido (1937). Al mando de la escuadra, realizó visitas de buena voluntad a Chile, Perú, Inglaterra, Francia y Alemania, las tres últimas, con la división acorazados.
En 1933, fue ascendido a contraalmirante; en 1936, a vicealmirante y en 1939, a almirante.

## Incursión en la política
En 1935, fue nombrado representante del gobierno en el centenario de la revolución de Brasil. Ese mismo año, fungió como asesor de la conferencia de paz del Chaco.
En 1938, siendo presidente Roberto Marcelino Ortiz, asumió como Ministro de Marina, cargo al que renunció en agosto de 1940. Se retiró del servicio activo dos años después.
Efectuó trabajos hidrográficos en Bahía Blanca, levantamientos hidrográficos del Puerto de Leones y del Golfo San Jorge.
El 19 de noviembre de 1943, fue designado interventor federal en la provincia de Córdoba. En un principio designó como ministro a Ernesto Llavallol en la cartera de Hacienda, estando a cargo interinamente de las demás, hasta el día 23 cuando el doctor Enrique Ferreyra fue nombrado ministro de Obras Públicas, y Manuel Ferrer, ministro de Gobierno.
La ruptura de relaciones de Argentina con las potencias del Eje causó el 28 de enero de 1944, la renuncia de Scasso. Falleció una década después en Buenos Aires, el 13 de junio de 1954.